# Mazères (Ariège)
Mazères is een gemeente in het Franse departement Ariège (regio Occitanie). De gemeente telde 3.866 inwoners op 1 januari 2022. De plaats maakt deel uit van het arrondissement Pamiers.

## Geschiedenis

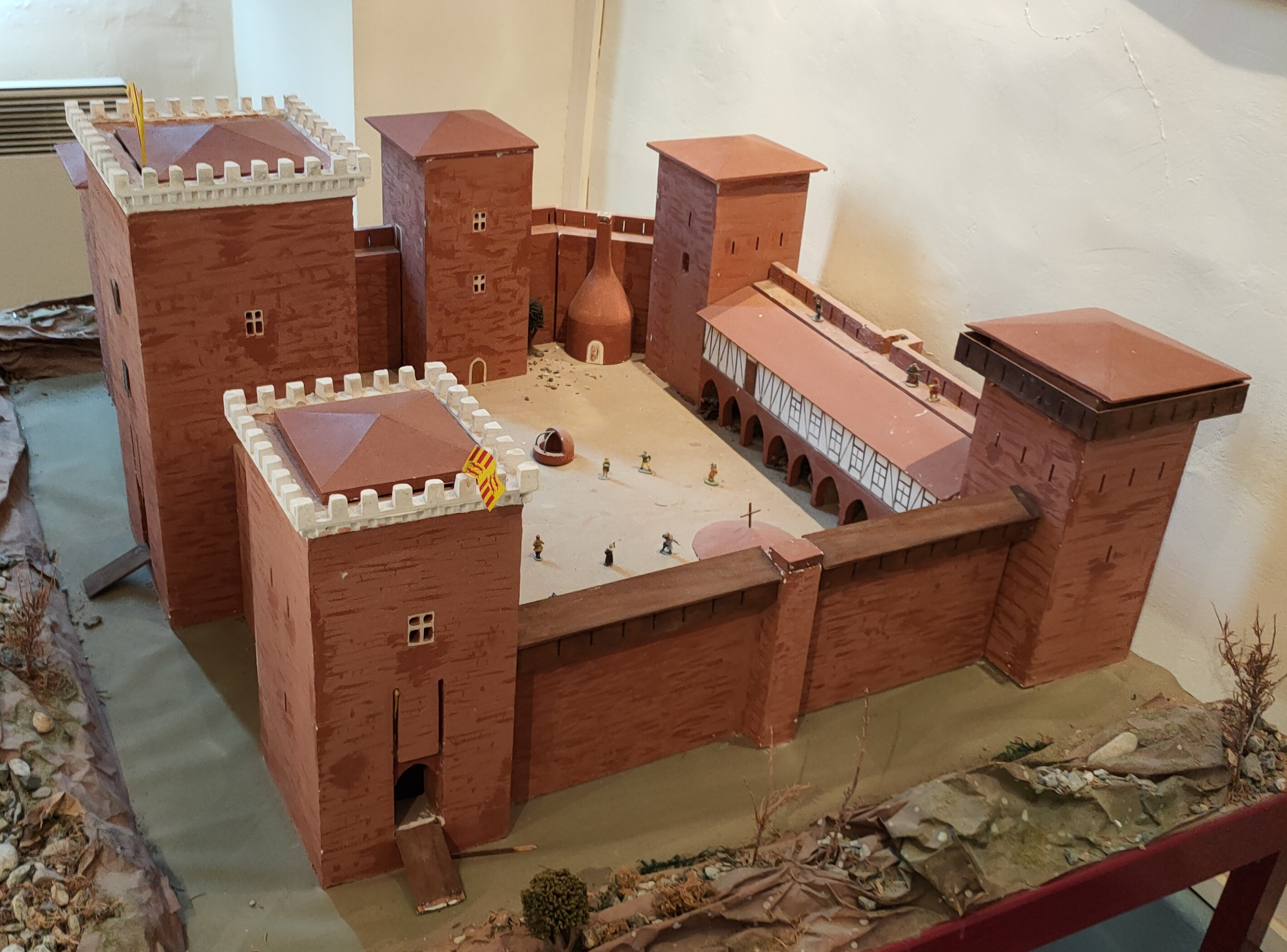
Maquette van het middeleeuwse kasteel van Mazères in het Musée Ardouin

In 1129 stichtten benedictijner monniken een abdij in het bos van Boulbonne. De abdij van Boulbonne, die in 1150 overging naar de cisterciënzers, verwierf grote rijkdom en macht. In 1253 stichtten de abt van Boulbonne en de graaf van Foix een bastide op de linkeroever van de Hers. In deze bastide, Mazères, werd pastel geproduceerd. In de 14e eeuw werd het een van de belangrijkste centra van textielnijverheid in het graafschap Foix, met de productie van wol, vlas en hennep. De stad kende grote voorspoed tussen 1340 en 1440. Gaston III van Foix-Béarn bouwde in 1356 een kasteel in Mazères en dit kasteel werd zijn favoriete residentie. Dit kasteel werd in 1493 verwoest in een brand maar werd in de loop van de 16e eeuw weer opgebouwd.
Na de Reformatie ging de bevolking van Mazères grotendeels over op het protestantisme en de abdij van Boulbonne werd in 1567 onder leiding van Jean-Claude Levis d’Audou verwoest. Mazères werd een protestants bolwerk. De Franse koning liet in 1633 de stadsmuren van Mazères slopen. Ook nadat het katholieke geloof in de 17e eeuw als staatsgodsdienst was hersteld, bleef de stad een belangrijke protestantse aanwezigheid tellen. Deze kalfde in de loop der tijd wel af. Er vestigden zich dominicanen in Mazères en in 1876 kwam er een priesterseminarie in de stad.

## Geografie
De oppervlakte van Mazères bedroeg op 1 januari 2022 44,04 vierkante kilometer; de bevolkingsdichtheid was toen 87,8 inwoners per km².
De Hers, een zijrivier van de Ariège, stroomt door de gemeente. De autosnelweg A66 loopt door Mazères.
De onderstaande kaart toont de ligging van Mazères met de belangrijkste infrastructuur en aangrenzende gemeenten.

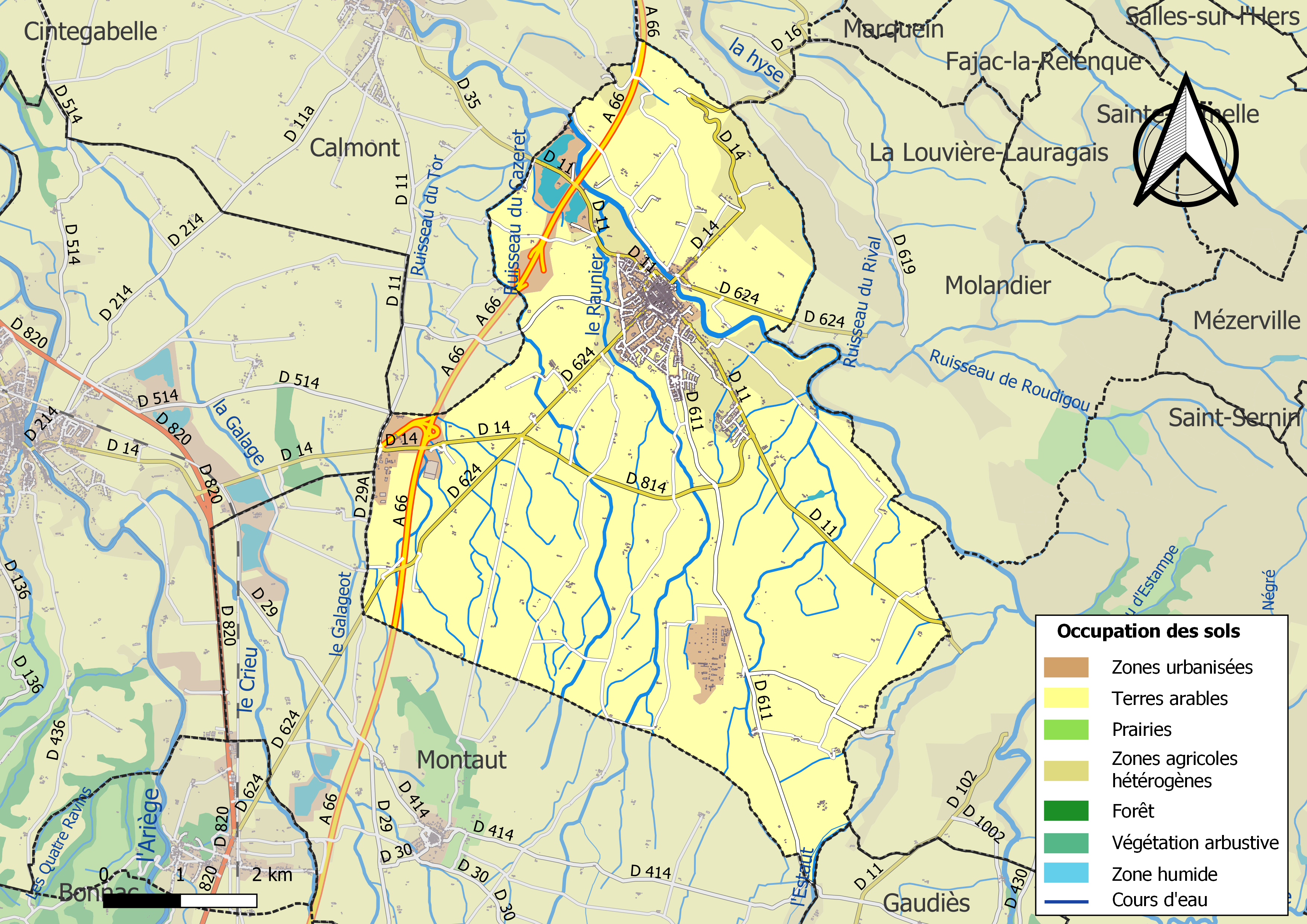

## Demografie
Onderstaande figuur toont het verloop van het inwonertal (bron: INSEE-tellingen).

Vanwege een beveiligingsprobleem met de MediaWiki Graph-software is het momenteel niet mogelijk deze grafiek weer te geven. Zodra de software is bijgewerkt zal de grafiek vanzelf weer zichtbaar worden.

## Bezienswaardigheden

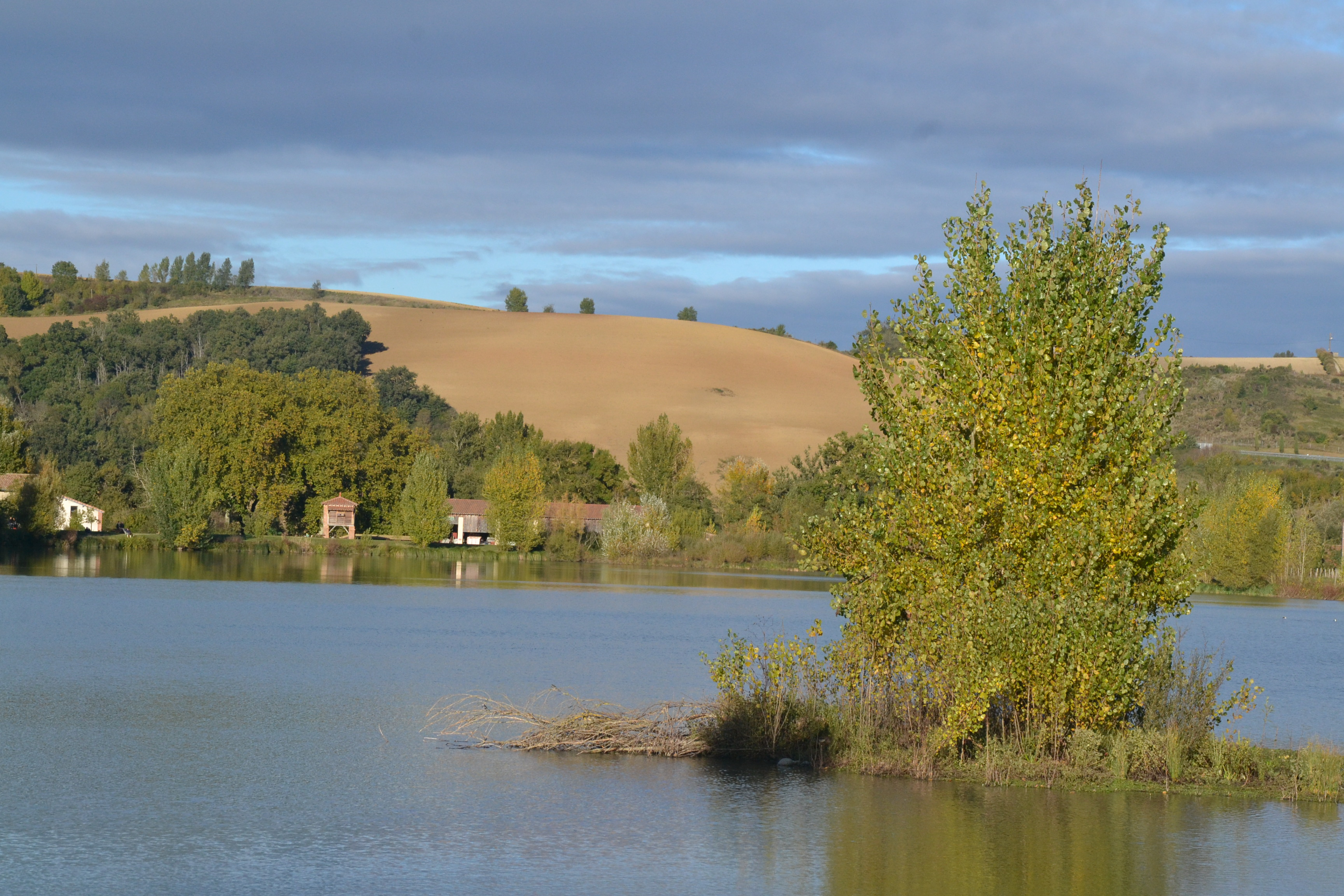
Domaine des Oiseaux

In het Hôtel Pastelier d’Ardouin (1580) is het Musée Ardouin ondergebracht, met twee collecties:
- Musée du vieux Mazères;
- Barbares en Gaule du Sud, met een collectie van de vroegmiddeleeuwse necropolis van Bénazet (5e-8e eeuw).

Bij enkele vijvers langs de Hers is het Domaine des Oiseaux ingericht, waar vogels kunnen gespot worden.

## Stedenband
Mazères heeft een stedenband met Cardona in Catalonië (Spanje).

## Geboren
- Gaston van Foix-Nemours (1489-1512), hertog van Nemours